# Вейль, Адольф
Адольф Вейль (нем. Adolf Weil; 1848—1916) — немецкий медик.

## Биография
Адольф Вейль родился 7 февраля 1848 года в городе Гейдельберге.
С 1872 года он стал читать в качестве приват-доцента лекции в Гейдельбергском университете по терапии и патологии.
В 1876 году А. Вейль был назначен экстраординарным профессором диагностики и сифилиса в Гейдельберге, a в 1886 году был приглашен в Дерпт на кафедру частной патологии и терапии; в 1887 году он оставил Дерптский университет. С 1893 года занимался врачебной практикой в Висбадене, где и проработал до самой кончины 23 июля 1916 года.
В своих многочисленных научных трудах Адольф Вейль касается практически всех областей медицины. Описанная им в статье «Ueber eine eigenthümliche mit Milztumor, Icterus und Nephritis einhergehende acute Infectionskrankheit» (Deut. Archiv für Klin. Med., 1886) болезнь получила впоследствии название Вейлевской болезни или болезни Вейля (ныне более известна как лептоспироз).